# 33-я стрелковая дивизия
Не следует путать с 33-й гвардейской стрелковой дивизией (другая воинская часть)
33-я стрелковая Холмско-Берлинская Краснознамённая ордена Суворова дивизия — воинское соединение РККА в Великой Отечественной войне.

## История
Сформирована в июне 1922 года в Заволжском военном округе (г. Самара) на базе 97-й отдельной стрелковой бригады.
С 1923 года дислоцировалась в Жиздре, с 1924 — в районе г. Могилёва (БССР). В 1924 году переведена на территориально-мобилизационный принцип комплектования.
В 1939 году на базе полков дивизии были сформированы 121-я и 143-я стрелковые дивизии.
В 1939 участвовала в Польском походе РККА.
Во время Великой Отечественной войны участвовала в боевых действиях с 22 июня 1941 по 14 декабря 1944 и с 31 декабря 1944 по 9 мая 1945.
На 16-17 июня 1941 года дислоцировалась в местечке Пильвишкяй, в районе Вилкавишкис, Мариямполе. К началу войны должна была занять позиции по границе с Восточной Пруссией имея справа 5-ю стрелковую дивизию в районе западнее Пильвишкяй и слева примыкала 188-я стрелковая дивизия.
С 16-19 июня 1941 года передислоцируется на вверенный рубеж прикрытия границы.
Приграничное сражение в Литве и Латвии (1941)
Однако занять позиции на границе полностью не успела: встали на оборону границы только 3-й батальон 73-го стрелкового полка, 1-й батальон 164-го стрелкового полка, 2-й батальон 82-го стрелкового полка и разведывательный батальон. Штаб дивизии находился в 5 километрах юго-западнее Пильвишкяй.
К вечеру 22 июня 1941 года отброшена от границы в козловарудские леса. 23 июня 1941 года ведёт бои на улицах Каунаса. 24 июня 1941 года занимает позиции по реке Вилия до Падагяй.
9 июля 1941 года дивизия получила приказ сосредоточиться в районе Высоцкое, Мякишево, Кудеверь. В дальнейшем отступала с боями через Даугавпилс, вела оборонительные бои на рубежах рек Западная Двина, Великая, Ловать.
 На этом трудном пути дивизия трижды попадала в окружение, два раза получала пополнение и снова вводилась в бой. Как на границе, так и, особенно, под Ионавой, на реке Вилия, где дивизия в течение трёх дней (с 25 по 27 июня) прикрывала отход тылов 11-й армии, её личный состав сражался [6] упорно и самоотверженно. Г. Г. Семёнов. «Наступает ударная»
Контрудары в районе Старая Русса, Холм (1941)
В течение августа 1941 года вела наступательные бои вместе с 188-й, 23-й, 5-й и 84-й стрелковыми дивизиями в районе восточнее Холма, куда отошли части 27-й армии. За время этих боёв был освобождён ряд деревень, советские войска продвинулись на запад на 25-30 километров и пытались организовать новый оборонительный рубеж. В начале сентября 1941 года последовало мощное немецкое наступление, дивизия была вынуждена отступить
В сентябре 1941 года в составе дивизии имеется только управление и несколько обеспечивающих подразделений (до 500 человек), фактически формируется заново.
 …все полки пришлось создавать практически заново. От дивизии сохранились (да и то не полностью) только управление, разведывательная рота, батальон связи, медико-санитарный батальон и некоторые тыловые подразделения. Г. Г. Семёнов. «Наступает ударная»
К 21 сентября 1941 года части дивизии заняли оборону на рубеже озёр Березай и Шлино (южнее Валдая) и приступили к инженерному оборудованию местности. Численность дивизии возросла до 12 тысяч человек. Дивизия располагала 3 зенитными пулемётами, 3 зенитными пушками, 18 миномётами, 16 пушками образца 1902 года, 618 лошадьми и 167 автомашинами. В каждом стрелковом полку насчитывалось лишь 4 станковых пулемёта, 40 — 45 ручных пулемётов и 20 — 25 автоматов. Личный состав дивизии в основном был вооружён самозарядными винтовками.
По приказу от 29 сентября 1941 года с 1 октября 1941 года совершает марш в район озера Селигер, где сменив 4-ю дивизию народного ополчения заняла 40-километровый рубеж. Правее занимала оборону 28-я танковая дивизия, слева 4-я дивизия народного ополчения.
С 30 ноября 1941 года по 9 ноября 1941 года ведёт бои за населённые пункты Залесье и Ельник, переправившись на западный берег Селигера и создав там плацдарм. 25 декабря 1941 года перегруппировалась к левому флангу армии, где заняла оборону на рубеже Голенек, Турская, Красуха. Справа заняла оборону 23-я стрелковая дивизия, слева — вновь прибывшая 257-я стрелковая дивизия
На декабрь 1941 года более 10 тысяч человек, кроме винтовок 400 пистолет-пулемётов, 126 ручных и 18 станковых пулемётов.
Торопецко-Холмская наступательная операция (1942)
С 9 января 1942 года принимала участие в Торопецко-Холмской наступательной операции. В наступлении дивизию поддерживали 106-й отдельный гвардейский миномётный дивизион реактивной артиллерии, 146-й отдельный танковый батальон, 469-й отдельный сапёрный батальон и 79-й отдельный лыжный батальон. Перед дивизией была поставлена задача совместно с действующей слева 257-й стрелковой дивизией окружить и уничтожить противника, занимавшего рубеж Болошово, Машугина Гора, Залучье. Против частей дивизии действовал 415-й пехотный полк, усиленный батальоном. От занимаемых позиций севернее озера Селигер вышла в район западнее озера Щучье, начала наступление на Городище. Почти не встречая организованного сопротивления, дивизия к утру 15 января 1942 года вышла главными силами в район Благодать, Долгуша, Рунницы и по дороге Молвотицы — Холм, вышла к 19 января 1942 года к городу Холм (город) и вступила в бои с окружённой группировкой противника. 21 января 1942 года части дивизии ворвались в Холм и завязли в уличных боях, к 31 января 1942 году были вынуждены оставить почти весь город. К тому времени в стрелковых полках дивизии оставалось по 200—300 человек. С 6 февраля 1942 года дивизия перешла к обороне (по советской историографии) под Холмом, хотя известно, что безуспешные атаки города продолжались долгое время после официального окончания операции и закончились только в мае 1942 года, 25 марта 1942 года частям дивизии дополнительно была передана полоса наступления 391-й стрелковой дивизии.
В течение всего 1942 года и до сентября 1943 года дивизия ведёт бои в 20-км зоне юго-восточнее города Холм (в окрестностях деревень Залесье, Лосиная Голова, Медово, Борисово, Прибород, Машонкино).
С сентября 1943 года дивизию снимают из-под города Холм и перебрасывают на плацдарм в 30 км восточнее посёлка Локня в район деревень Бор Болонов и Дрепино на восточном берегу реки Ловать. Оттуда дивизия начинает прорыв на Локню с общим направлением наступления на Новоржев. Три месяца — октябрь, ноябрь и декабрь 1943, а также начало января 1944 года 33-я стрелковая дивизия ведёт напряжённые бои в Локнянском районе Калининской области (современная Псковская область), прорываясь к Локне. Все боевые действия в октябре-ноябре 1943 проходят в 20-30 км восточнее посёлка Локня в окрестностях деревень Гришино, Гальцово, Бор Болонов, Спорное, Пахомов, Сивцево, а также деревень Прудцы, Чёрное, Чернушка и Тропов-Бор на западном берегу реки Ловать в 20 км восточнее Локни. Бои продолжаются даже в канун Нового года 30 декабря 1943 и не стихают ни 1 января 1944 ни всю последующую неделю. С тяжёлыми боями дивизия подступает к посёлку Локня.
В январе 1944 года 33-я стрелковая дивизия, развивая наступление на Новоржев, ведёт бои в Локнянском и Новоржевском районе Псковской области, сначала в непосредственных подступах к посёлку Локня и затем на участке Локня-Бежаницы-Новоржев.
18 февраля 1944 войска 2-го Прибалтийского фронта начали Старорусско-Новоржевскую наступательную операцию, являющуюся частью стратегической Ленинградско-Новгородской наступательной операции. 33-я стрелковая дивизия в составе 44-го стрелкового корпуса 22-й армии ведёт бои и преследование противника, наступая на Новоржев через Локнянский, Новосокольнический, а затем Бежаницкий районы Псковской области.
В конце марта 1944 дивизия участвует в форсировании реки Великая и захвате Стрежневского плацдарма, после чего переходит к обороне плацдарма до середины июля 1944 года.
С 17 июля 1944 по 31 июля 1944 принимает участие в Псковско-Островской операции: прорвав вражескую оборону южнее города Остров, преследует отходящего противника и с боями прорывается на линию восточнее городов Лаура и Алуксне, где останавливается перед оборонительным рубежом противника «Мариенбург».
С 10 августа 1944 по 6 сентября 1944 принимает участие в Тартуской наступательной операции, находясь на левом фланге армии. Атаковала противника по обе стороны шоссе Рыуге — Краби, и к вечеру достигла линии Калуга — Пыру, на следующий день освободила населённые пункты Краби, Соолятте и Метсат и во взаимодействии с 79-м стрелковым полком 321-й дивизии — Варсту и Метсакюла. К 6 сентября 1944 дивизия выходит к городу Харгла Эстонской ССР, где переходит к обороне.
С 14 сентября 1944 по 22 октября 1944 принимает участие в Рижской наступательной операции
В октябре — ноябре 1944 участвует в блокировании германских войск в Курляндском котле в районе города Ауце Латвийской ССР.
В 1945 году принимает участие в Варшавско-Познанской операции, Восточно-Померанской операции,
Зееловско-Берлинская фронтовая наступательная операция (1945)
В ходе операции с 16 апреля 1945 года прорывает подготовленную полосу оборону, наступая с Кюстринского плацдарма, прорвав полосу, колонной двинулась к Берлину, 22 апреля 1945 года вошла в Берлин с севера, дошла до здания рейхстага.
В 1945 году преобразована в 15-ю механизированную Холмско-Берлинскую Краснознамённую ордена Суворова дивизию 12 гв. СК 3 УдА ГСВГ (Кейтен, Германия). Дивизия расформирована в 1946 году.

## Полное название
33-я стрелковая Холмско-Берлинская Краснознамённая ордена Суворова дивизия

## Состав
- 73-й стрелковый полк
- 82-й стрелковый полк
- 164-й стрелковый полк
- 44-й лёгкий артиллерийский полк
- 92-й гаубичный артиллерийский полк (до 09.08.1941)
- 105-й отдельный истребительно-противотанковый дивизион
- 63-я отдельная разведывательная рота
- 92-й отдельный сапёрный батальон
- 77-й отдельный батальон связи (488-я отдельная рота связи)
- 35-й медико-санитарный батальон
- 273-я отдельная рота химический защиты
- 55-я автотранспортная рота (с 17.09.1941 до 19.06.1943)
- 156-я автотранспортная рота (с 19.06.1943)
- 134-я полевая хлебопекарня (до 03.06.1943)
- 293-я полевая хлебопекарня (с 01.07.1943)
- 169-й дивизионный ветеринарный лазарет
- 325-я полевая почтовая станция
- 680-я полевая касса Госбанка

Периоды вхождения в состав Действующей армии:
- 22 июня 1941 года — 14 декабря 1944 года;
- 31 декабря 1944 года — 9 мая 1945 года.

Перечень № 5 Стрелковых, горнострелковых, мотострелковых и моторизованных дивизий, входивших в состав действующей армии в годы Великой Отечественной войны 1941—1945 гг. / А. П. Покровский. — М.: Министерство обороны, 1956. — 218 с.

## Подчинение
| Дата            | Фронт (округ)           | Армия             | Корпус                             | Примечания                                 |
| --------------- | ----------------------- | ----------------- | ---------------------------------- | ------------------------------------------ |
| 22.06.1941 года | Северо-Западный фронт   | 11-я армия        | 16-й стрелковый корпус             | -                                          |
| 01.07.1941 года | Северо-Западный фронт   | 11-я армия        | 16-й стрелковый корпус             | -                                          |
| 10.07.1941 года | Северо-Западный фронт   | 27-я армия        | 65-й стрелковый корпус             | -                                          |
| 01.08.1941 года | Северо-Западный фронт   | 27-я армия        | 65-й стрелковый корпус             | -                                          |
| 01.09.1941 года | Северо-Западный фронт   | -                 | -                                  | -                                          |
| 01.10.1941 года | Северо-Западный фронт   | 27-я армия        | -                                  | -                                          |
| 01.11.1941 года | Северо-Западный фронт   | 27-я армия        | -                                  | -                                          |
| 01.12.1941 года | Северо-Западный фронт   | 27-я армия        | -                                  | -                                          |
| 01.01.1942 года | Северо-Западный фронт   | 3-я ударная армия | -                                  | -                                          |
| 01.02.1942 года | Северо-Западный фронт   | 3-я ударная армия | -                                  | -                                          |
| 01.03.1942 года | Калининский фронт       | 3-я ударная армия | -                                  | -                                          |
| 01.04.1942 года | Калининский фронт       | 3-я ударная армия | -                                  | -                                          |
| 01.05.1942 года | Калининский фронт       | 3-я ударная армия | -                                  | -                                          |
| 01.06.1942 года | Калининский фронт       | 3-я ударная армия | -                                  | -                                          |
| 01.07.1942 года | Калининский фронт       | 3-я ударная армия | -                                  | -                                          |
| 01.08.1942 года | Калининский фронт       | 3-я ударная армия | -                                  | -                                          |
| 01.09.1942 года | Калининский фронт       | 3-я ударная армия | -                                  | -                                          |
| 01.10.1942 года | Калининский фронт       | 3-я ударная армия | 2-й гвардейский стрелковый корпус  | -                                          |
| 01.11.1942 года | Калининский фронт       | 3-я ударная армия | -                                  | -                                          |
| 01.12.1942 года | Калининский фронт       | 3-я ударная армия | -                                  | -                                          |
| 01.01.1943 года | Калининский фронт       | 3-я ударная армия | -                                  | -                                          |
| 01.02.1943 года | Калининский фронт       | 3-я ударная армия | -                                  | -                                          |
| 01.03.1943 года | Калининский фронт       | -                 | 2-й гвардейский стрелковый корпус  | -                                          |
| 01.03.1943 года | Калининский фронт       | 22-я армия        | 2-й гвардейский стрелковый корпус  | -                                          |
| 01.04.1943 года | Калининский фронт       | 22-я армия        | 2-й гвардейский стрелковый корпус  | -                                          |
| 01.05.1943 года | Северо-Западный фронт   | 22-я армия        | -                                  | -                                          |
| 01.06.1943 года | Северо-Западный фронт   | 22-я армия        | -                                  | -                                          |
| 01.07.1943 года | Северо-Западный фронт   | 22-я армия        | -                                  | -                                          |
| 01.08.1943 года | Северо-Западный фронт   | 22-я армия        | -                                  | -                                          |
| 01.09.1943 года | Северо-Западный фронт   | 22-я армия        | -                                  | -                                          |
| 01.10.1943 года | Северо-Западный фронт   | 22-я армия        | -                                  | -                                          |
| 01.11.1943 года | 2-й Прибалтийский фронт | 22-я армия        | 44-й стрелковый корпус             | -                                          |
| 01.12.1943 года | 2-й Прибалтийский фронт | 22-я армия        | 44-й стрелковый корпус             | -                                          |
| 01.01.1944 года | 2-й Прибалтийский фронт | 22-я армия        | 44-й стрелковый корпус             | -                                          |
| 01.02.1944 года | 2-й Прибалтийский фронт | 22-я армия        | -                                  | -                                          |
| 01.03.1944 года | 2-й Прибалтийский фронт | 22-я армия        | 44-й стрелковый корпус             | -                                          |
| 01.04.1944 года | 2-й Прибалтийский фронт | 22-я армия        | 44-й стрелковый корпус             | -                                          |
| 01.05.1944 года | 2-й Прибалтийский фронт | 1-я ударная армия | 12-й гвардейский стрелковый корпус | -                                          |
| 01.06.1944 года | 2-й Прибалтийский фронт | 1-я ударная армия | 12-й гвардейский стрелковый корпус | -                                          |
| 01.07.1944 года | 2-й Прибалтийский фронт | 1-я ударная армия | 12-й гвардейский стрелковый корпус | -                                          |
| 01.08.1944 года | 3-й Прибалтийский фронт | 1-я ударная армия | 118-й стрелковый корпус            | -                                          |
| 01.09.1944 года | 3-й Прибалтийский фронт | -                 | -                                  | -                                          |
| 01.10.1944 года | 3-й Прибалтийский фронт | 1-я ударная армия | 14-й гвардейский стрелковый корпус | -                                          |
| 01.11.1944 года | 2-й Прибалтийский фронт | 3-я ударная армия | 14-й гвардейский стрелковый корпус | -                                          |
| 01.12.1944 года | 2-й Прибалтийский фронт | 3-я ударная армия | 7-й стрелковый корпус              | с 15.12 по 31.12.1944 в Резерве Ставки ВГК |
| 01.01.1945 года | 1-й Белорусский фронт   | 3-я ударная армия | 12-й гвардейский стрелковый корпус | -                                          |
| 01.02.1945 года | 1-й Белорусский фронт   | 3-я ударная армия | 12-й гвардейский стрелковый корпус | -                                          |
| 01.03.1945 года | 1-й Белорусский фронт   | 3-я ударная армия | 12-й гвардейский стрелковый корпус | -                                          |
| 01.04.1945 года | 1-й Белорусский фронт   | 3-я ударная армия | 12-й гвардейский стрелковый корпус | -                                          |
| 01.05.1945 года | 1-й Белорусский фронт   | 3-я ударная армия | 12-й гвардейский стрелковый корпус | -                                          |

## Командование

### Командиры
- Локтионов, Александр Дмитриевич (05.1922 — 07.07.1923)
- Петренко, Сергей Васильевич (? — 1925)
- Герасимов, Михаил Никанорович (03.04.1924 — 01.1930)
- Шевалдин, Трифон Иванович (10.01.1930 — 10.1934)
- Толкачёв, Филимон Антонович (1936), комбриг
- Железников, Карп Афанасьевич (19.08.1939 — 24.09.1941), комбриг, генерал-майор;
- Макарьев, Александр Константинович (25.09.1941 — 10.03.1942), полковник;
- Юдинцев, Иван Семёнович (11.03.1942 — 04.08.1942), полковник, генерал-майор;
- Зуев, Фёдор Андреевич (06.08.1942 — 17.05.1943), полковник, генерал-майор;
- Грибов, Иван Владимирович (18.05.1943 — 09.05.1944), полковник, генерал-майор;
- Шафаренко, Павел Менделевич (10.05.1944 — 26.08.1944), генерал-майор;
- Смирнов Василий Иванович (27.08.1944 — ??.07.1946), полковник, генерал-майор.

### Заместители командира
- Фёдоров, Василий Петрович (??.03.1943 — 19.03.1944), полковник

## Награды и наименования
| Награда (наименование)           | Дата                 | За что награждена |
| -------------------------------- | -------------------- | --- |
| Самарская                        | 18 октября 1922 года | - |
| Белорусская                      | 16 января 1924 года  | изменено название «Самарская» |
| Почетное наименование Холмская   | 26 февраля 1944 года | присвоено приказом Верховного Главнокомандующего № 040 от 26 февраля 1944 года в ознаменование одержанной победы и за отличие в боях за освобождение города Холм. |
| Орден Красного Знамени           | 9 августа 1944 года  | награждена указом Президиума Верховного Совета СССР от 9 августа 1944 года за образцовое выполнение заданий командования в боях с немецкими захватчиками, за овладение городом Остров и проявленные при этом доблесть и мужество.                                                 |
| Орден Суворова 2 степени         | 26 апреля 1945 года  | награждена указом Президиума Верховного Совета СССР от 26 апреля 1945 года за образцовое выполнение заданий командования в боях с немецкими захватчиками при овладении городами Бельгард, Трептов, Грайфенберг, Каммин, Гюльцов,Плате и проявленные при этом доблесть и мужество. |
| Почетное наименование Берлинская | 11 июня 1945 года    | присвоено приказом Верховного Главнокомандующего № 0111 от 11 июня 1945 года в ознаменование одержанной победы и за отличие в боях по овладению столицей Германии городом Берлин                                                                                                  |

Награды частей дивизии:
- 73-й стрелковый ордена Суворова[4] полк
- 164-й стрелковый ордена Суворова[4] полк
- 105-й отдельный истребительно-противотанковый ордена Красной Звезды[5] дивизион
- 92-й отдельный сапёрный ордена Красной Звезды[4] батальон
- 77-й отдельный ордена Красной Звезды[4] батальон связи

## Отличившиеся воины дивизии
- Аплетов, Иван Потапович, командир пулемётного взвода 164-го стрелкового полка, старший лейтенант. Герой Советского Союза. Звание присвоено 24 марта 1945 года.
- Немченок, Самсон Михайлович, командир отделения инженерной разведки 92-го отдельного сапёрного батальона, старшина. Герой Советского Союза. Звание присвоено 31.05.1945 года.
- Пейсаховский, Наум Григорьевич (1909—1999), командир 164-го стрелкового полка, подполковник. Герой Советского Союза. Звание присвоено 31.05.1945 года.
- Печерский, Михаил Фёдорович (1925-29.04.1945), командир орудия 164-го стрелкового полка, старший сержант. Герой Советского Союза (посмертно). Звание присвоено 15.05.1945 года за бои в Берлине
- Кожанов, Василий Моисеевич, старший сержант, командир отделения взвода пешей разведки 164 стрелкового полка. Перенагражден орденом Славы 1 степени указом Президиума Верховного Совета СССР от 19 августа 1955 года;
- Козлов, Иван Иванович, помощник командира взвода 82-го стрелкового полка, старшина. Герой Советского Союза. Звание присвоено 24 марта 1945 года.
- Кочетов, Алексей Гаврилович, старшина, командир отделения 82 стрелкового полка. Указ Президиума Верховного Совета СССР от 15 мая 1946 года.
- Кудрин, Роман Степанович (род. 24.07.1916), командир 1-го батальона 82-го стрелкового полка, капитан. Герой Советского Союза. Звание присвоено 28.04.1945 года
- Синельников, Пётр Андреевич, командир взвода 44-го артиллерийского полка, майор. Герой Советского Союза. Звание присвоено 31.05.1945 года.
- Скидин, Николай Алексеевич, командир роты 92-го отдельного сапёрного батальона, старший лейтенант. Герой Советского Союза. Звание присвоено в 1945 году. Лишён звания и всех наград за хищение государственного и общественного имущества. Указ Президиума Верховного Совета СССР от 1 августа 1950 года.[6]
- Скрементов Михаил Никифорович, старшина, командир расчёта 82-мм миномёта 164 стрелкового полка. Указ Президиума Верховного Совета СССР от 15 мая 1946 года.
- Шевцов, Александр Иванович, пулемётчик отдельной зенитно-пулемётной роты, сержант, командир стрелкового отделения 73-го стрелкового полка старший сержант, пулемётчик 73-го стрелкового полка. Полный кавалер Ордена Славы. Награждён 11.08.1944 года (3 степень), 22.02.1945 года (3 степень, 18.05.1971 года перенаграждён 1 степенью ордена), 05.05.1945 года (2 степень).
- Языков, Василий Иванович, ефрейтор, командир отделения 63-й отдельной разведывательной роты. Указ Президиума Верховного Совета СССР от 24 марта 1945 года.

## Известные люди, связанные с дивизией
1. Дегтярёв, Николай Николаевич — С августа  1919 года по январь 1920 года служил батальоне связи дивизии. Впоследствии советский военачальник, полковник.
2. Меткалёв, Анатолий Григорьевич — С ноября 1921 года по август 1939 года:  командир батареи, а затем командир 33-го гаубичного дивизиона, начальник штаба, а затем командир 33-го артиллерийского полка. Впоследствии советский военачальник, генерал-лейтенант артиллерии.
3. Мерзляков, Павел Степанович — С декабря  1922 года по апрель 1929 года служил в 33-м легком артиллерийском дивизионе: командиром батареи и дивизиона, пом. командира артиллерийского полка и вновь командиром дивизиона. Впоследствии советский военачальник, генерал-майор.
4. Попов, Иван Ефимович — С мая 1922 года по сентябрь 1923 года командовал взводом 99-го стрелкового полка.  Впоследствии советский военачальник, полковник.
5. Рукосуев, Вениамин Николаевич — С 1924 года по апрель 1925 года служил помощником командира роты в 98-м стрелковом полку.  Впоследствии советский военачальник,  полковник, Командор Ордена Британской Империи.
6. Виноградов, Илья Васильевич —  С октября 1924 года помощник командира взвода, с июня 1925 года — начальник команды полковых разведчиков 98-го Самарского стрелкового полка. Впоследствии советский военачальник, генерал-лейтенант.
7. Синицын, Григорий Иванович —  С ноября 1924 года по декабрь 1926 года проходил службу командиром взвода в 97-м стрелковом полку. С ноября 1927 года по ноябрь 1929 года проходил службу помощником командира и командиром роты в 99-м стрелковом полку. Впоследствии советский военачальник, генерал-майор.
8. Полувешкин, Пётр Васильевич —  С декабря 1924 года по сентябрь 1925 года командовал взводом в артиллерийском дивизионе полковой артиллерии 98-го стрелкового полка.  Впоследствии советский военачальник, полковник.
9. Зарако-Зараковский, Болеслав Францевич —  С мая 1925 года по октябрь 1927 года - начальник штаба дивизии. Впоследствии советский и польский военачальник, генерал-лейтенант Советской Армии  и генерал дивизии Войска Польского.
10. Орловский, Валентин Викентьевич — С августа 1927 года по сентябрь 1929 года — помощник командира полка по хозяйственной и строевой части 33-го артиллерийского полка. Впоследствии советский военачальник, генерал-лейтенант.
11. Цыганков, Никифор Фомич — С октября 1927 года по март 1932 года служил в 97-й стрелковом полку на следующих должностях: курсант полковой школы, командир отделения, помощник командира взвода, старшина роты. Впоследствии советский военачальник, полковник.
12. Юровский, Борис Леонтьевич — С сентября 1928 года  по  январь 1935 года  исполнял должности командира конного взвода, помощника командира и командира отдельного разведывательного эскадрона дивизии. Впоследствии советский военачальник, генерал-майор.
13. Радыгин, Пётр Иванович —  С мая 1929 года по март 1931 года помощник командира по строевой части 99-го стрелкового полка. Впоследствии советский военачальник, генерал-майор.
14. Конев, Иван Никитич — С декабря 1930 по апрель 1933 года - помощник командира батальона, начальник штаба батальона, помощник начальника штаба 97-го стрелкового полка. Впоследствии советский военачальник,  Герой Советского Союза, генерал-майор.
15. Чижов, Александр Васильевич  —  С апреля 1931 года по  май 1932 года  служил помощником командира и командиром 99-го стрелкового полка. Впоследствии советский военачальник, генерал-майор.
16. Маргелов, Василий Филиппович—  С апреля 1931 года по  декабрь  1932 года командир пулемётного взвода 99-го стрелкового полка. Впоследствии Герой Советского Союза, командующий Воздушно-десантными войсками СССР (1954—1979),  генерал армии.
17. Байдак, Ксаверий Михайлович —   С июня 1931 года по декабрь 1939 года  служил командиром стрелкового взвода,  взвода полковой школы в 98-го стрелкового полка,  командиром роты в 97-го стрелкового полка.  Впоследствии советский военачальник, генерал-майор.
18. Писарев, Иван Васильевич — С мая 1933 года  по август 1939 года - командир батальона и врид пом. командира полка по материальному обеспечению 97-го стрелкового полка, пом. командира по строевой части 99-го стрелкового полка.   Впоследствии советский военачальник,  генерал-майор.
19. Сиванков, Алексей Иванович  — С февраля 1934 года  по декабрь 1939 года  проходил службу командиром пулеметной роты, начальника штаба батальона  и пом. командира батальона, начальником полковой школы и командиром батальона 97-го стрелкового полка,  врид начальника учебно-строевой части курсов младших лейтенантов дивизии.  Впоследствии советский военачальник, полковник.
20. Хатамов, Рахмед Мамед оглы — С июня по  сентябрь  1944 года - связной командира батальона 164-го стрелкового полка, рядовой (впоследствии воевал в других частях). Полный кавалер Ордена Славы. В 33-й дивизии награждён 06.11.1944 года (3 степень) за бои под городом Валга.

## Память
- Сайт музея Боевой Славы 33-й стрелковой дивизии школы № 100 г. Самары